# Паклеза, Збигнев
Збигнев Паклеза (пол. Zbigniew Pakleza; род. 5 декабря 1986, Гливице) — польский шахматист, гроссмейстер (2014).
Многократный участник командных чемпионатов Польши (2004—2010, 2014—2017) и Чехии (2005, 2007—2010, 2015—2017) в составе различных клубов.
В составе клуба «Labortech Ostrava» бронзовый призёр командного чемпионата Чехии (2006/2007, выступал на резервной доске).
Завоевал 4 медали командного чемпионата Польши в индивидуальном зачёте: золотую (2008) и 2 бронзовые (2006—2007) в составе клуба из г. Плоцка, а также серебряную (2015) в составе клуба «Zagłębie Dąbrowa Górnicza».

## Таблица результатов
| Год  | Город   | Турнир                | + | − | = | Результат | Место |
| ---- | ------- | --------------------- | - | - | - | --------- | ----- |
|      |         |                       |   |   |   | из        |       |
| 2010 | Варшава | 67-й чемпионат Польши | 4 | 3 | 2 | 5 из 9    | 9—12  |
| 2011 | Варшава | 68-й чемпионат Польши | 1 | 6 | 2 | 2 из 9    | 20    |
| 2013 | Хожув   | 70-й чемпионат Польши | 1 | 3 | 5 | 3½ из 9   | 21—23 |
|      |         |                       |   |   |   | из        |       |

## Изменения рейтинга
| Графики недоступны из-за технических проблем. См. информацию на Фабрикаторе и на mediawiki.org. |